# Substrat
Substrat, reaktant, izhodna snov, podlaga; predvsem v biokemiji: snov ali skupina snovi, na katere deluje encim (mešanica encimov). Lahko pomeni tudi hranilno podlago (gojišče), kjer gojimo mikroorganizme (na primer tekoče gojišče, agar).